# Lệnh Kế Hoạch
Lệnh Kế Hoạch (tiếng Trung: 令计划; sinh ngày 22 tháng 10 năm 1956) là một chính trị gia Trung Quốc và một trong những cố vấn chính trị chủ yếu của Hồ Cẩm Đào, cựu Chủ tịch và Tổng bí thư của Đảng Cộng sản Trung Quốc. Dưới thời tổng bí thư Hồ Cẩm Đào, ông giữ chức chánh Văn phòng Trung ương Đảng Cộng sản Trung Quốc. Từ năm 2012, ông là Phó Chủ tịch Hội nghị Hiệp thương Chính trị Nhân dân Trung Quốc, Trưởng ban Mặt trận Thống nhất của Ban Chấp hành Trung ương Đảng Cộng sản Trung Quốc.
Tháng 12 năm 2014, ông bị cách chức.